# Hero Elementary
Hero Elementary és una sèrie de dibuixos animats. Va ser creada per la televisió estatunidenca creada per Carol-Lynn Parente i Christine Ferraro.

## Argument
La sèrie participa amb diversos estudiants de "Sparks 'Crew" (Lucita Sky, AJ Gadgets, Sara Snap i Benny Bubbles), que el seu mestre estrany i entusiasta, entrenat en superherois, Mr. Sparks. Els estudiants treballen junts en equip, utilitzant els seus propis superpoders únics, així com els "Superpoders de la Ciència" per ajudar a la gent, resoldre problemes i intentar fer del món un lloc millor. La sèrie s'està produint actualment per a 40 episodis de mitja hora, cadascun d'ells contenint dos segments cadascun.

## Repartiment

### Versió original
- Veronica Hortiguela: Lucita Sky
- Jadiel Dowlin: AJ Gadgets
- Stephany Seki: Sara Snap
- Stacey DePass: Benny Bubbles
- Carlos Diaz: Mr. Sparks

## Títol
- Estats Units Anglès Hero Elementary
- Espanya Héroe Elemental
- Mèxic Primaria Héroe
- Catalunya Heroi elemental
- Portugal Escola Primária de Heróis

## Broadcasting
- PBS kids (1 juny 2020-actualitat  )
- Tiny Pop (1 juny 2020-actualitat  )
- Super3 (1 desembre 2020-actualitat)
- Boing (1 desembre 2020-actualitat)
- ETB 2 (1 desembre 2020-actualitat)

## Patrocinadors
- ABCMouse (2019-Present).
- United States Department of Education (2019-Present).